# Мэри Кэри
Мэри Кэри (англ. Mary Carey; род. 15 июня 1980, Кливленд) — американская порноактриса.

## Карьера
Настоящее имя — Мэри Элен Кук. С 7 до 19 лет занималась балетом.
C 2000 по 2012 год снялась в 111 порнофильмах. В 2003 году была независимым кандидатом на пост губернатора Калифорнии, а в 2005 году — на пост вице-губернатора Калифорнии.
До 2004 года Мэри была замужем за неким Эриком, а в 2009—2018 годы — за электриком Марио Монгом. С 27 июня 2018 года она замужем в третий раз за доктором «скорой помощи» Джозефом Браунфилдом.

## Награды и номинации
| Год  | Награда        | Категория                                            | Работа                                  | Результат |
| ---- | -------------- | ---------------------------------------------------- | --------------------------------------- | --------- |
| 2004 | XRCO Award     | Mainstream’s Adult Media Favorite                    |                                         | Победа    |
| 2004 | AVN Award      | Лучшая новая старлетка                               |                                         | Номинация |
| 2004 | AVN Award      | Best Overall Marketing Campaign (Individual Project) | Mary Carey Campaign, Kick Ass Pictures  | Победа    |
| 2004 | FOXE Award     | Vixen of the Year                                    |                                         | Победа    |
| 2006 | AVN Award      | Best Overall Marketing Campaign (Individual Project) | Mary Carey’s Dinner with President Bush | Победа    |
| 2006 | AVN Award      | Crossover Star of the Year                           |                                         | Номинация |
| 2007 | XBIZ Award     | Crossover Move of the Year                           |                                         | Номинация |
| 2007 | AVN Award      | Contract Star of the Year                            | Legend Video                            | Номинация |
| 2007 | AVN Award      | Crossover Star of the Year                           |                                         | Номинация |
| 2008 | AVN Award      | Crossover Star of the Year                           |                                         | Номинация |
| 2008 | F.A.M.E. Award | Favorite Breasts                                     |                                         | Номинация |
| 2009 | AVN Award      | Crossover Star of the Year                           |                                         | Номинация |
| 2009 | XBIZ Award     | Crossover Star of the Year                           |                                         | Номинация |
| 2013 | Зал славы AVN  |                                                      |                                         | Победа    |